# スリル・ジョッキー・レコーズ
スリル・ジョッキー・レコーズ（Thrill Jockey Records）は、アメリカ合衆国イリノイ州シカゴのインディー・レコードレーベル。主にインディーロック、ポストロック、電子音楽などのアーティストを扱っている。1992年にアトランティック・レコードのA&Rだったベティーナ・リチャーズ (Bettina Richards) によって設立された。

## 歴史
リチャーズはニュージャージー州のホーボーケンのレコード店で働きながら、彼女の住んでいたマンハッタンの一室から自分自身と家族の資本3万5千ドルでレーベルの運営をはじめた。1995年に彼女はイリノイ州シカゴに引っ越した。理由は「家賃と税金が安いから」だった。

## 主なアーティスト
かつて契約していたアーティストを含む
- アーチャー・プルウィット (Archer Prewitt)
- アキツユコ
- ボアダムス
- ブロークバック (Brokeback)
- シカゴ・アンダーグラウンド・デュオ (Chicago Underground Duo)
- イレヴンス・ドリーム・デイ (Eleventh Dream Day)
- フューチャー・アイランズ (Future Islands)
- ハイ・プレイシズ (High Places)
- マウス・オン・マーズ (Mouse on Mars)
- OOIOO
- オヴァル (Oval)
- ピット・アー・パット (Pit er Pat)
- サム・クレコップ (Sam Prekop)
- ザ・シー・アンド・ケイク (The Sea and Cake)
- ソー (So)
- 竹村延和
- トータス (Tortoise)
- タウン・アンド・カントリー (Town & Country)
- トランズ・アム (Trans Am)
- タン (Tunng)